# Cantone di Niort-Nord
Il Cantone di Niort-Nord era una divisione amministrativa dell'arrondissement di Niort.
A seguito della riforma approvata con decreto del 18 febbraio 2014, che ha avuto attuazione dopo le elezioni dipartimentali del 2015, è stato soppresso.

## Composizione
Comprendeva parte della città di Niort e i comuni di:
- Chauray
- Échiré
- Saint-Gelais
- Saint-Maxire
- Saint-Rémy
- Sciecq